# Kya: Dark Lineage
 (novembre 2024).
Si vous disposez d'ouvrages ou d'articles de référence ou si vous connaissez des sites web de qualité traitant du thème abordé ici, merci de compléter l'article en donnant les références utiles à sa vérifiabilité et en les liant à la section « Notes et références ».
 (novembre 2024).
Kya: Dark Lineage (anciennement Kya: Fury of Brazul) est un jeu vidéo d'action-aventure et de plateformes à la troisième personne pour PlayStation 2, développé par Eden Games et édité par Atari Inc.. Le jeu a un style très différent du style habituel d'Eden Games (par ailleurs producteur de la série V-Rally), notamment le système de combat qui est plus poussé qu'à l'accoutumée.
L'histoire se déroule dans le présent. Le jeu entraîne le personnage principal Kya et son demi-frère Frank dans un monde parallèle. Kya se retrouve séparée de Frank, et est retrouvée par une tribu de créatures amicales, les Nativs, chassés par le grand méchant du jeu Brazul et ses soldats Wolfuns (Wolfens en Amérique)

## Trame

### Univers
Le monde où se déroule l'intrigue de Kya : Dark Lineage, supposé parallèle au nôtre, se présente sous la forme d'un ensemble de terres flottant dans le "ciel".
Lors de son aventure, Kya va être amenée à explorer neuf lieux différents. Chacun de ces lieux est vaste et il faudra souvent y retourner afin d'en découvrir tous ses secrets. Voici une description des différents niveaux :
- La Fuite : vaste forêt aux arbres gigantesques. C'est à cet endroit qu'atterrit Kya lorsqu'elle est transportée dans ce monde. Le nom anglais de La Fuite, "Roots", signifie "racines". Il semble en effet que ce lieu soit le plus bas du monde des Nativs.

- Nativ-City : modeste village dans lequel vivent les Nativs, qui ont secouru Kya. Malheureusement, la plupart de ses habitants a été capturée par les Wolfuns. Lorsque Kya commencera à les sauver, ils reconstruiront les magasins et les stands de mini-jeux, redonnant vie à Nativ-City. On peut également trouver dans ce havre de paix un dojo, un zoo, la hutte d'Atéa, les ascenseurs permettant de se rendre dans les niveaux déjà explorés, ainsi qu'un gigantesque cristal d'ambre au centre du village.

- La Forêt Venteuse : lieu calme et magnifique avant que les Wolfuns ne commencent à y établir leurs bastions. Elle reste cependant un lieu riche en faune et en flore. Kya s'y rend plusieurs fois au début de son aventure.

- Le Repaire du Chasseur : lieu désertique et sans vie où se sont installés de nombreux Wolfuns, dont le redoutable Chasseur. Ils y ont construit un énorme bastion extrêmement surveillé.

- La Carrière : dans ce lieu froid, parmi les montagnes, les Wolfuns s'affairent à creuser toujours plus profond dans la roche afin de récupérer de l'ambre. Ils utilisent des dispositifs tels que des trains ou des téléphériques afin de transporter les cristaux.

- Le Poste de Liaison : un grand nombre de Wolfuns est affecté au Poste de Liaison. Le but exact de ce dernier, hormis le transport vers l'Île Oubliée, est inconnu, mais de nombreuses infrastructures y sont présentes : usines, transports en commun, etc.

- L'Île Oubliée : cette Île hautement volcanique était inhabitée depuis des lustres, jusqu'à ce que les Wolfuns décident d'y établir leur usine servant à transformer les Nativs en Wolfuns. Les coulées et les marées de lave rendent ce lieu très dangereux.

- Wolfun-City : quartier général des Wolfuns. Lorsque Kya se retrouvera enfermée en ce lieu, elle va devoir employer les meilleurs stratagèmes afin d'en sortir.

- La Forteresse : dernier niveau du jeu, et également le plus difficile. Parviendrez-vous à affronter des hordes de Wolfuns, avant de vous mesurer à votre ennemi juré ?

### Scénario
Tout commence par une nuit sans lune. Kya rêvasse sur son bureau quand soudain, un bruit détonant l'atteint. Effrayée, elle se précipite vers l'endroit de la détonation. Un grand trou béant est apparu dans le mur. Elle entend alors une voix très familière qui lui dit : "J'ai trouvé ! Viens voir, Kya !". C'est son demi-frère, Frank. Il lui montre alors une espèce de réceptacle. Sur ce, il met, sans mot, un petit disque sur ce réceptacle. Et là, la relique commence à tourner, de plus en plus vite, jusqu'à ce qu'il libère un trou... Un trou dans le mur... Un trou menant vers un autre monde. Kya et Frank se retiennent à la table qui contenait le réceptacle mais en vain : ils tombent dans ce trou.
Assommée, Kya se réveille. Autour d'elle, elle voit des petits animaux à grands chapeaux : ce sont des Nativs. À peine réveillée, un peu rudement, par l'un de ces Nativ, Aton, elle est obligée de s'enfuir avec les Nativs pour échapper à une patrouille de Wolfuns ; quelques Nativs seront capturés durant cette course-poursuite. Kya et Aton finissent par atteindre un village étrange, Nativ-city, et rencontrent le chef dudit village Atea.
Pendant ce temps, Frank est tombé dans une autre parcelle de ce monde : c'est un endroit ténébreux. Quand tout à coup, des Wolfuns, sortes de loups insensés qui ne voient pas plus loin que le bout de leur museau, se précipitent sur lui pour le ramener au roi Brazul. Celui-ci règne sur la partie sombre du monde Nativ.
À Nativ-city, Atea leur explique que les Wolfuns étaient autrefois des Nativs qui furent transformés par Brazul. Ils apprennent en outre que Brazul n'est autre que le père de Kya ! Kya décide alors de partir sauver Frank. On lui fait alors rencontrer Akasa, qui lui apprend à se battre en utilisant des bracelets magiques augmentant considérablement sa force. De plus, elle se voit offrir le pouvoir d'exorciser un Wolfun assommé pour le retransformer en Nativ.
De retour au village après une première "mission", Kya voit Aton accepter de l'aider dans sa quête. Elle apprend qu'elle doit trouver un médaillon magique qui lui permettra de retourner dans son monde, similaire à celui qui leur a permis de quitter le leur. Ce médaillon a été brisé en sept runes faites d'énergie, qui ne peuvent être placées que dans un réceptacle spécial. Durant cette recherche des runes, Aton amène Kya dans une mine d'ambre, le minerai permettant de régénérer la santé dans ce monde. Il l'abandonne ensuite, ce qui permet à Brazul d'apparaître et de combattre Kya, qui réussit à s'enfuir en détruisant une partie de la mine.
Elle découvre ensuite que Frank est retenu prisonnier dans le laboratoire de Brazul, et part à sa rescousse. Elle finit par le trouver... transformé en Wolfun ! Elle parvient cependant à le battre et l'exorciser, le faisant revenir sous forme humaine. Mais juste après avoir récupéré la septième et dernière rune, Brazul l'attaque par surprise et la fait prisonnière, lui volant au passage le réceptacle avec toutes ses runes ! Elle apprend alors que ce père n'est pas humain et qu'elle-même, par conséquent, ne l'est pas. Elle réussit cependant à se libérer.
Partant à l'assaut de la forteresse de Brazul, elle découvre Aton, transformé en Wolfun, qui l'a trahie. Elle n'a pas le temps de l'exorciser à cause d'un éboulement. Elle combat alors Brazul et finit par le vaincre et récupérer les runes ainsi que le réceptacle.
Revenue victorieuse au village, elle retrouve Frank et tous deux se préparent à retourner chez eux. Cependant Atea les avertit que seul Brazul savait comment choisir vers quel monde parallèle aller. Ils partent quand même malgré cet avertissement. Ils se retrouvent alors au beau milieu d'un désert et se font attaquer par une créature.
L'histoire se termine ici, mais si tous les Wolfuns ont été exorcisés, les crédits apparaissent.

### Personnages
Kya : héroïne et personnage principal du jeu, qui a été transporté dans le monde des Nativs avec Frank, son demi-frère. Kya est une jeune femme forte et indépendante qui part à la recherche de Frank qu'elle a perdu en arrivant dans ce monde parallèle. Elle sera aidée dans sa quête par les Nativs, un peuple amical.
Frank : demi-frère de Kya. Lors de leur arrivée dans le monde des Nativs, il fut transporté loin de Kya et capturé par les Wolfuns. Il passe la plupart du jeu en captivité.
Brazul : roi de ce monde, qu'il a conquis en capturant des Nativs qu'il transformait en Wolfuns. Grand magicien noir, il est aussi le père de Kya.
Nativs : peuple amical et accueillant, ils sont chassés par Brazul qui cherche à les transformer en Wolfuns pour agrandir son armée. Ils vivent à Nativ-city, qu'ils réussissent à tenir cachée à Brazul. Ils aident Kya dans sa quête, notamment en lui vendant des objets dans les différentes boutiques qu'ils construisent au fur et à mesure de la libération des Wolfuns. Quelques-uns des Nativs jouent un rôle important dans l'histoire :
- Atea : chef de la tribu Nativ, et probablement le plus vieux d'entre eux. Il est l'ami de Kya depuis le début, lui donnant des renseignements importants tels le fait qu'elle ne soit pas la première de son espèce à venir ici (référence à Brazul) ou encore comment elle peut retourner dans son monde. Il aide Kya dans sa quête, lui donnant le pouvoir d'exorciser les Wolfuns. Il a un petit oiseau sans nom assis en permanence sur sa canne.

- Aton : plus fort des Nativs. C'est lui qui a sauvé Kya lorsqu'elle est arrivée dans son monde et l'a guidée jusqu'au village. Il ne l'aime pas trop et, au fur et à mesure que les autres Nativs l'apprécient de plus en plus, il commence à éprouver une forte jalousie envers elle. Il est aussi le meilleur ami d'Area.

- Akasa : maître du dojo de Nativ-city. Il apprend à Kya à se battre et à maîtriser le pouvoir des bracelets de combat.

- Area : Nativ spécialisé dans la glisse sur planche. Il aime beaucoup Kya et parle sans arrêt de ses exploits. Il est aussi le meilleur ami d'Aton.

- Amata : propriétaire d'une boutique où Kya peut acheter de quoi se soigner ou s'endurcir.

Wolfuns : Nativs transformés par Brazul afin de se créer une armée. Ils ressemblent à des loups à posture humaine (en anglais, wolf veut dire loup). Une fois assommés, Kya peut les exorciser pour leur rendre leur forme originelle. Il y a trois types de Wolfuns :
- Scrawnies : les plus faibles de tous. Idiots, voire carrément stupides, ils attaquent en nombre.

- Grunts : plus forts que les Scrawnies, ils ont une meilleure défense et sont plus puissants, mais ne sont pas nécessairement plus grands.

- Kronos : les plus forts et les plus intelligents des Wolfuns, ils sont par conséquent les plus difficiles à battre. Plus grand que les autres Wolfuns et d'un noir profond, ils peuvent se téléporter pour éviter les attaques. Ils sont par ailleurs très puissants.

- Le Chasseur : Wolfun ayant la responsabilité d'une île entière de Wolfuns. Il porte un t-shirt vert.

Truc : petit animal volant qui aide Kya durant sa quête en lui donnant des indices. Il est le dernier représentant de sa race, les Galbos. Atea peut utiliser la télépathie pour communiquer avec Kya via Truc. Il vient d'un gros œuf bleu que Kya a accidentellement brisé lorsque Atea l'a envoyée le chercher.

### Animaux rares
Neuf animaux rares ont été disséminés dans les niveaux du jeu. Lors de sa première visite au gardien du zoo, Kya se voit confier le soin de lui apporter ces créatures en échange de nooties (crédits). L'ordre de capture est imposé par le gardien du zoo, lequel désigne la prochaine cible à chaque fois qu'un nouvel animal lui est apporté. Kya doit donc venir voir le gardien après chaque capture. La récompense augmente au fil des captures. Tous les niveaux du jeux comprennent au moins une créature à l'exception de la forteresse (niveau final).
Kya ne peut capturer ces créatures qu'en leur tendant un "piège à hélice", disponible dans les boutiques de Nativ-city. Lorsqu'elle perd ou tue accidentellement l'animal, il suffit de quitter le niveau puis d'y revenir pour que l'animal réapparaisse.
Micken bleu (créature ronde se déplaçant en sautant, sa version rouge plus commune dans le jeu peut servir accessoirement de trampoline pour accéder aux zones en hauteur. Cette espèce raffole des fruits que Kya fera tomber des arbres)
Niveau : Nativ-city
Récompense : 30 nooties
Il peut être trouvé près de la porte pour aller à « la Fuite », dans une fosse où se trouve un mini jeu nécessitant 100 points d’énergie.
Sinoc rouge (sorte d'oursin rouge muni de pointes)        
Niveau : Forêt Venteuse
Récompense : 50 nooties
Il se trouve dans la zone accessible uniquement avec le gant d'escalade. Il se trouve après les conduites d'air.
Shooter (ressemble à un lézard lançant des boules d'énergie)
Niveau : Domaine du Chasseur
Récompense : 70 nooties
Il se trouve dans la 4ème zone du Domaine du Chasseur, après le passage où il faut faire monter le jamgut (monture de Kya) par un monte-charge, en tirant sur un générateur. Une fois passé de l’autre côté, passer la zone avec le chien puis aller chercher une bombe sur la gauche. Détruire les pierres qui bloquent l’entrée de la grotte. Le Shooter se trouve à l’intérieur. Il se déplace peu et attaque à distance, il faut donc placer le piège assez près de lui.
Micken jaune            
Niveau : La Fuite
Récompense: 100 nooties
Retourner au départ du niveau « La Fuite » là où Kya s'est réveillée en arrivant dans le monde des Nativs. Il faut faire sortir le Micken de sa tanière en faisant tomber un fruit de l'arbre.
Micken blanc
Niveau : La Carrière
Récompense: 150 nooties
Dans la première zone se trouve un ensemble de clôtures électriques et des enclos pour chiens. Dans une des pièces se trouve une machine permettant d’aspirer le Micken blanc et de le relâcher dans un trou. Il s'agit d'un mini puzzle où il faut jouer avec la force du vent pour relâcher le Micken au bon endroit. Une fois le Micken relâché dans la trappe au sol, placer le piège pour le capturer.
Chien orange
Niveau : Domaine du Chasseur
Récompense: 200 nooties
Sur le sommet de la falaise de la première zone, se trouve une cage avec 3 portes. Mettre le jamgut sur le 1er interrupteur, placer le piège au plus près du chien, aller chercher une bombe au distributeur et la placer sur 2ème interrupteur et courir vers le 3ème. Se diriger vers le chien pour qu’il se précipite dans le piège. 
Shocker (sorte de méduse volante lançant des arcs électriques)
Niveau : Le Poste de Liaison
Récompense: 250 nooties
Aller à la 3ème zone du niveau, à la fin de la ligne de production de caisses. Il faut se rendre dans la salle ou se trouve un chien et utiliser l'ascenseur. Placer un piège sous le monstre pendant qu’il est dans les airs.
Dragon         
Niveau : Île Oubliée
Récompense: 250 nooties
4ème zone de l’île oubliée. Il faut attaquer et sauter sur les créatures dans la lave et aller vers le chemin de droite. Grimper et sauter vers la droite où se trouvent 5 caisses, il se trouve derrière le rocher bleu. Tendre un piège près de sa tanière.
Micken doré        
Niveau : Wolfun-city
Récompense: 250 nooties
Il se trouve près du début du niveau, où Kya a été faite prisonnière, entre le pont et la structure en forme de maison. Il est gardé par deux "plantes carnivores orange". Le Micken se trouve dans une boîte. Comme il se déplace, il faut observer ses déplacements et mettre en place un piège sur son parcours.

## Système de jeu
Kya : Dark Lineage se concentre sur un gameplay d'action-aventure dans un jeu de plateformes, dans lequel le joueur guide Kya à travers une série de niveaux. Durant le jeu, Kya peut récupérer des nooties, la monnaie du jeu, et retourner au village Nativ pour y acheter différents objets et artefacts lui permettant d'avancer dans le jeu. On peut citer les bracelets de combats, les planches magiques ou la capacité de sauter de mur en mur. Des blocs d'ambre dispersés un peu partout dans le jeu permettent à Kya de régénérer sa santé.
L'air est un élément très important du jeu. À de nombreuses reprises, le joueur devra maîtriser les vents et courants aériens pour parvenir où il le souhaite. Des séquences de chute libre dans lesquelles on devra contrôler la direction et la vitesse de Kya sont aussi à prévoir. Tous les niveaux du jeu sont interconnectés par des puits d'air. Kya devra ouvrir ces puits dans les différents niveaux pour progresser. Chaque puits agit comme un point de déplacement rapide dans le niveau et permet à Kya d'aller et venir librement de et vers Nativ-City. L'ensemble des puis aboutit dans le grand arbre de Nativ-City, lequel joue le rôle de "hub" pour l'ensemble du jeu.
Kya possède un Boomy, boomerang magique lui permettant de couper diverses cordes et lui servant également d'arme. Il existe trois versions du Boomy qui sont à acheter au village Nativ et qui permettent : de lancer le Bommy à partir d'une vue première personne (et donc d'améliorer la précision), avec le Bommy d'argent d'atteindre des lieux normalement inaccessibles, et enfin le Boomy d'or que l'on peut diriger indépendamment de Kya.
Les énigmes constituent une autre partie non négligeable du jeu, que l'on devra résoudre selon l'environnement et les capacités de Kya. Certaines seront impossibles à élucider avant d'avoir acheté l'équipement adéquat.
Dès le début du jeu l'avancement du joueur est basé sur trois facteurs : l'équipement et les capacités achetées, le nombre de runes récupérées et le nombre de Wolfuns exorcisés. Il y a au total 260 Wolfuns à exorciser, mais on peut finir le jeu sans les avoir tous battus.
Kya dispose, en plus de sa jauge de vie, d'une jauge d’énergie servant à exorciser les Wolfuns. La capacité de cette jauge va s'accroître au fil de l'aventure, en achetant ou en dénichant des jauges supplémentaires, et permettra à Kya d'exorciser des Wolfuns de plus en plus robustes et de plus en plus nombreux. Cette jauge se remplit à l'aide de petites particules d'énergie verte présentes dans la nature ou libérées par des créatures tuées ou encore contenues par des plantes globuleuses bleues, en général protégées par deux plantes carnivores qu'il faut assommer. Régénérer la santé de Kya à proximité d'un bloc d'ambre consomme un peu de cette énergie verte. La grande pierre d'ambre de Nativ-City, devant le grand arbre, dispose d'une énergie illimitée et régénère Kya sans consommer son énergie.
Un système de combat élaboré complète le jeu. Un nombre respectable d'attaques permet au joueur d'assommer les Wolfuns ennemis rencontrés. Kya ne dispose que de peu de mouvements au début, appris par Akasa, puis apprend d'autres attaques grâce aux bracelets de combats achetés dans les boutiques, telles qu'attraper un Wolfun par les "cheveux" et le faire tourner autour d'elle ou encore grimper sur l'un d'eux et l'utiliser comme arme contre ses semblables.
Enfin, les planches magiques permettent à Kya de descendre rapidement un terrain glissant, ce qui n'est pas sans rappeler les jeux de snowboard.

## Accueil
Kya: Dark Lineage reçoit un accueil partagé de la presse spécialisée. Le jeu obtient un score de 69 % sur Metacritic sur la base de 25 critiques.